# Fòrum Mundial Budista
El Fòrum Mundial Budista va ser celebrat a les ciutats de Hangzhou i Zhoushan, província de Zhejiang, República Popular de la Xina amb el suport del govern xinès i la participació del Panchen Lama designat pel govern xinès. Es va realitzar entre el 13 i el 16 d'abril del 2006. Per als seus crítics, el Fòrum va ser un esforç de Pequín per disminuir el suport general a la causa tibetana per part de la comunitat budista mundial, especialment organitzacions com la Comunitat Mundial de Budistes i el Consell Mundial de la Sangha Budista, i aconseguir així un budisme més pro-xinès i menys pro-tibetà.
Participants: 
- Venerable Mestre Yi Cheng, president, Associació Budista de la Xina.
- Losang Jigmê Tubdain Qoigyi Nyima, 6è Jamyang Zhepa i abat del monestir de Labrang i vicepresident de l'Associació Budista de la Xina.
- Venerable Mestre Ben Huan, director de l'Associació Budista de la Xina.
- Venerable Mestre Hsing Yun, fundador del monestir Fo Guang Shan a Taiwan.
- Huba Longzhuangmeng, abat del monestir Xishuangbanna.
- Venerable Mestre Wei Chueh, fundador del Monestir Chung Tai Shan de Taiwan.
- Venerable Mestre Sheng Hui, vicepresident i degà de l'Acadèmia Budista de la Xina.
- Venerable Mestre Kok Kwong, president de l'Associació Budista de Hong Kong.
- Qoigyijabu, el Panchen Lama designat pel govern xinès.